# Uglegorsk
|  | Aquest article tracta sobre la població de Sakhalín. Vegeu-ne altres significats a «Tsiolkovski». |

Uglegorsk (rus: Углегорск) és una població de l'óblast de Sakhalín, a Rússia. El 2019 tenia 8.687 habitants. És la seu administrativa del districte homònim.